# 10e étape du Tour d'Espagne 2016
La 10e étape du Tour d'Espagne 2016 s'est déroulée le lundi 29 août 2016, entre Lugones et les lacs de Covadonga.

## Résultats

### Classement de l'étape
| \| Classement de l'étape \| Classement de l'étape \| Classement de l'étape \| Classement de l'étape \| Classement de l'étape \| \| Coureur \| Coureur \| Pays \| Équipe \| Temps \| \| --------------------- \| --------------------- \| --------------------- \| --------------------- \| --------------------- \| \| 1er \| Nairo Quintana \| Colombie \| Movistar Team \| 4 h 50 min 31 s \| \| 2e \| Robert Gesink \| Pays-Bas \| LottoNL-Jumbo \| + 24 s \| \| 3e \| Christopher Froome \| Royaume-Uni \| Team Sky \| + 25 s \| |                    |             |               |                 |
| |                    |             |               |                 |
| Source : ProCyclingStats |                    |             |               |                 |
| Classement de l'étape |                    |             |               |                 |
| Coureur | Coureur            | Pays        | Équipe        | Temps           |
| 1er | Nairo Quintana     | Colombie    | Movistar Team | 4 h 50 min 31 s |
| 2e | Robert Gesink      | Pays-Bas    | LottoNL-Jumbo | + 24 s          |
| 3e | Christopher Froome | Royaume-Uni | Team Sky      | + 25 s          |

### Classement général
| \| Classement général \| Classement général \| Classement général \| Classement général \| Classement général \| \| Coureur \| Coureur \| Pays \| Équipe \| Temps \| \| ------------------ \| ------------------ \| ------------------ \| ------------------ \| ------------------ \| \| 1er \| Nairo Quintana \| Colombie \| Movistar Team \| 38 h 37 min 07 s \| \| 2e \| Alejandro Valverde \| Espagne \| Movistar Team \| + 57 s \| \| 3e \| Christopher Froome \| Royaume-Uni \| Team Sky \| + 58 s \| |                    |             |               |                  |
| |                    |             |               |                  |
| Source : ProCyclingStats |                    |             |               |                  |
| Classement général |                    |             |               |                  |
| Coureur | Coureur            | Pays        | Équipe        | Temps            |
| 1er | Nairo Quintana     | Colombie    | Movistar Team | 38 h 37 min 07 s |
| 2e | Alejandro Valverde | Espagne     | Movistar Team | + 57 s           |
| 3e | Christopher Froome | Royaume-Uni | Team Sky      | + 58 s           |